# Indirizzo IP privato
In telecomunicazioni con indirizzi IP privati si intendono alcune classi di indirizzi IPv4, definite nella RFC 1918, riservate alle reti locali allo scopo di ridurre le richieste di indirizzi pubblici.
Chiunque può utilizzare questi indirizzi per la propria rete locale, perché i pacchetti con tali indirizzi non vengono utilizzati per l'indirizzamento e instradamento tramite protocollo IP dai router Internet verso la rete di trasporto, ed il loro riutilizzo su altre reti locali, oltre a ridurre il numero di indirizzi IP utilizzati come da obiettivo originario, non genera conflitti con analoghi indirizzi posti su altre reti locali in quanto non visibili dall'esterno della sottorete locale risultando appunto privati e non indirizzi IP pubblici.
Nel caso occorra connettere ad Internet una rete locale che utilizza queste classi di indirizzi si deve perciò ricorrere al network address translation (NAT) il quale multipla (o mappa) più indirizzi IP privati su un solo indirizzo IP pubblico, visibile all'esterno della sottorete ed utilizzabile per l'instradamento.
L'idea di usare indirizzi IP privati nasce dall'esigenza di limitare l'uso di indirizzi IPv4 il cui numero è limitato a 232 indirizzi (circa 4 miliardi) ed in via di esaurimento col crescere del numero degli host connessi in Rete ed allo spreco di indirizzi dovuto all'assegnazione di classi di indirizzi non pienamente utilizzate (saturazione di IPv4).

## Classi di indirizzi
Le classi in questione sono:
| Nome         | Indirizzo iniziale | Indirizzo finale | Classi                | Blocco CIDR più grande (subnet mask) | ID Rete | ID Host | Numero di indirizzi disponibili |
| ------------ | ------------------ | ---------------- | --------------------- | ------------------------------------ | ------- | ------- | ------------------------------- |
| 24-bit block | 10.0.0.0           | 10.255.255.255   | Singola classe A      | 10.0.0.0/8 (255.0.0.0)               | 8 bit   | 24 bit  | 16.777.216                      |
| 20-bit block | 172.16.0.0         | 172.31.255.255   | 16 classi B contigue  | 172.16.0.0/12 (255.240.0.0)          | 12 bit  | 20 bit  | 1.048.576                       |
| 16-bit block | 192.168.0.0        | 192.168.255.255  | 256 classi C contigue | 192.168.0.0/16 (255.255.0.0)         | 16 bit  | 16 bit  | 65.536                          |

Aggiungendo altri casi speciali si ha la seguente tabella:
| Blocco di indirizzi          | Intervallo indirizzi        | Numero di indirizzi disponibili | Campo di utilizzo | Descrizione |
| ---------------------------- | --------------------------- | ------------------------------- | ----------------- | --- |
| 10.0.0.0/8 (255.0.0.0)       | 10.0.0.0 10.255.255.255     | 16.777.216                      | Rete privata      | Usata per la comunicazioni all'interno di rete locali |
| 172.16.0.0/12 (255.240.0.0)  | 172.16.0.0 172.31.255.255   | 1.048.576                       | Rete privata      | Usata per la comunicazioni all'interno di rete locali |
| 192.168.0.0/16 (255.255.0.0) | 192.168.0.0 192.168.255.255 | 65.536                          | Rete privata      | Usata per la comunicazioni all'interno di rete locali |
| 0.0.0.0/8                    | 0.0.0.0 0.255.255.255       | 16.777.216                      | Software          | RFC1122 - Rete corrente |
| 100.64.0.0/10                | 100.64.0.0 100.127.255.255  | 4.194.304                       | Rete privata      | Spazio di rete condiviso utilizzato per la comunicazione tra un ISP ed i clienti attraverso una NAT di grado carrier.                                                         |
| 127.0.0.0/8                  | 127.0.0.0 127.255.255.255   | 16.777.216                      | Host              | Utilizzati per il loopback di indirizzi verso l'host locale. |
| 169.254.0.0/16               | 169.254.0.0 169.254.255.255 | 65.536                          | Subnet            | Utilizzata per la comunicazione tra 2 host quando non è stato specificato un indirizzo IP come, ad esempio, nello scenario di acquisizione di un indirizzo da un server DHCP. |
| 192.0.0.0/24                 | 192.0.0.0 192.0.0.255       | 256                             | Rete privata      | IETF Protocol Assignments. |
| 192.0.2.0/24                 | 192.0.2.0 192.0.2.255       | 256                             | Documentation     | Assigned as TEST-NET-1, documentation and examples. |
| 192.88.99.0/24               | 192.88.99.0 192.88.99.255   | 256                             | Internet          | Riservato. Ufficialmente utilizzato per il relay su IPv6 (indirizzi IPv6 inclusi: 2002::/16)                                                                                  |
| 198.18.0.0/15                | 198.18.0.0 198.19.255.255   | 131.072                         | Rete privata      | Usata per i benchmark di comunicazione inter-network tra 2 subnet separate |
| 198.51.100.0/24              | 198.51.100.0 198.51.100.255 | 256                             | Documentation     | Assigned as TEST-NET-2, documentation and examples. |
| 203.0.113.0/24               | 203.0.113.0 203.0.113.255   | 256                             | Documentation     | Assigned as TEST-NET-3, documentation and examples. |
| 224.0.0.0/4                  | 224.0.0.0 239.255.255.255   | 268.435.456                     | Internet          | Utilizzata per IP multicast. (chiamata formalmente rete di classe D). |
| 240.0.0.0/4                  | 240.0.0.0 255.255.255.254   | 268.435.455                     | Internet          | Riservata per usi futuri |
| 255.255.255.255/32           | 255.255.255.255             | 1                               | Subnet            | Indirizzo di destinazione per il broadcast limitato |

## Rappresentazione "BitWise"
```
...
inizio @  10.  0.  0.  0 = 00001010.00000000.00000000.00000000 (subnet privata)
  fine @  10.255.255.255 = 00001010.11111111.11111111.11111111 (indirizzo broadcast privato)
                           00001010.XXXXXXXX.XXXXXXXX.XXXXXXXX (blocco a 24 bit privato)
...
inizio @ 172. 16.  0.  0 = 10101100.00010000.00000000.00000000 (subnet privata)
  fine @ 172. 31.255.255 = 10101100.00011111.11111111.11111111 (indirizzo broadcast privato dell'ultima sottorete)
                           10101100.0001XXXX.XXXXXXXX.XXXXXXXX (blocco a 20 bit privato)
...
inizio @ 192.168.  0.  0 = 11000000.10101000.00000000.00000000 (subnet privata)
  fine @ 192.168.255.255 = 11000000.10101000.11111111.11111111 (indirizzo broadcast privato dell'ultima sottorete)
                           11000000.10101000.XXXXXXXX.XXXXXXXX (blocco a 16 bit privato)
...

```